# カーボン郡 (ペンシルベニア州)
カーボン郡（英: Carbon County）は、アメリカ合衆国ペンシルベニア州の東部に位置する郡である。2010年国勢調査での人口は65,249人であり、2000年の58,802人から11.0%増加した。郡庁所在地はジムソープ・ボロ（人口4,781人）であり、同郡で人口最大の都市はリーハイトン・ボロ（人口5,500人）である。
カーボン郡はリーハイ・バレーの北縁にあり、炭田地帯にあると見なされている。ただし、東部と北東部はポコノ山地にあると考えられる。パーマートンやリーハイトンのある下流地域はブルー山の北にあるにも拘わらず、リーハイ・バレーにあると考える者もいる。

## 歴史
カーボン郡は1843年3月13日にノーサンプトン郡とモンロー郡の一部を合わせて設立された。郡名は地域に莫大な石炭が埋蔵されていたことから名付けられた。
郡内初の開拓地は1745年に設立されたモラヴィア兄弟団のグナーデンヒュッテンだった。12人のモラヴィア宣教師は、ニコラウス・フォン・ツィンツェンドルフ伯爵の庇護下で宗教的に寛容な場所として知られたドイツのヘルンフートの故郷を離れて、ペンシルベニアの荒野まで海を渡り、アメリカでレニ・レナペ族インディアンのみじめな状態に深く心を動かされた。グナーデンヒュッテンは現在のリーハイトンの場所にあり、社会の単純さの範例となった。そこには多くのレニ・レナペ族とマヒカン族が住んでいた。伝道所は静かで粗末で目立たない場所にあり、インディアンの家を使った。カーボン郡の荒野は大変危険なところだったが、モラヴィア宣教師団は不屈に地域の原生地を旅した。1752年までに敵対関係が強くなり、グナーデンヒュッテンは攻撃される危険性があったが、宣教師団の敬虔なはたらきは注目を浴びないではいなかった。単純なモラヴィアの率直さと熱心さが、ペンシルベニア・インディアンの多くの部族から尊敬を勝ち取り、1755年まで事故も無く暮らすことができた。
1870年代、郡内ではアイルランド系の移民による秘密結社モリー・マグワイアズが地域でテロ行為を働いたとして告発され、裁判と処刑が行われた。

## 政治
2008年11月時点でカーボン郡には39,591 人の登録有権者がいた。
- 民主党: 20,075 (50.71%)
- 共和党: 14,737 (37.22%)
- その他の政党: 4,779 (12.07%)

カーボン郡は州内でも最も二大政党が競い合っている郡の1つである。共和党が郡政委員会の多数を保持しているが、民主党が郡役人の全てを独占している。2000年アメリカ合衆国大統領選挙では民主党のアル・ゴアが郡を制し、2004年は共和党のジョージ・W・ブッシュが、49.99% 対 48.81%、296票差という接戦で民主党のジョン・ケリーを破った。
2008年、民主党のバラク・オバマが49.77% 対 47.90%、507票差というこれも大接戦で共和党のジョン・マケインを制した。その他州役人の当選者3人も郡を制した。
カーボン郡は、アメリカ合衆国下院議員ペンシルベニア州第11および第17選挙区に属し、2013年時点では共和党議員1人、民主党議員1人を選出している。ペンシルベニア州議会上院では第14および第29選挙区に属しており、下院では第122選挙区に属している。2013年時点で上院は共和党1人、民主党1人、下院は共和党1人を選出している。

## 地理
アメリカ合衆国国勢調査局に拠れば、郡域全面積は387平方マイル (1,002.3 km2)であり、このうち陸地381平方マイル (986.8 km2)、水域は6平方マイル (15.5 km2)で水域率は1.60%である。ブルー山が郡の南部境界になっている。北東部はポコノ山地にあり、北西部にはブロード山とスプリング山の一部がある。パッカー・タウンシップ西部の小部分とランスフォード・ボロはそれぞれスティル・クリークとパンサー・クリークからリトルスクーカル川とスクーカル川に排水される。また北西隅のオーデンリード地域はカタウィサ・クリークを介してサスケハナ川に排水される。それ以外はリーハイ川に流れている。リーハイ川はジムソープとホワイトヘイブンの間の谷に入る。そこはリーハイ峡谷州立公園になっている。

### 隣接する郡
- ルザーン郡 - 北
- モンロー郡 - 東
- ノーサンプトン郡 - 南東
- リーハイ郡 - 南
- スクーカル郡 - 南西

## 人口動態
以下は2000年国勢調査による人口統計データである。
| 基礎データ - 人口: 58,802人 - 世帯数: 23,701 世帯 - 家族数: 16,424 家族 - 人口密度: 60人/km2（154 人/mi2） - 住居数: 30,492 軒 - 住居密度: 31軒/km2（80軒/mi2） 人種別人口構成 - 白人: 97.82% - アフリカン・アメリカン: 0.60% - ネイティブ・アメリカン: 0.16% - アジア人: 0.31% - 太平洋諸島系: 0.03% - その他の人種: 0.32% - 混血: 0.76% - ヒスパニック・ラテン系: 1.46% 先祖による構成 - ドイツ系：29.4% - アイルランド系：10.1% - イタリア系：9.2% - アメリカ人：6.6% - スロバキア系：6.6% - ポーランド系：6.0% - ペンシルベニア・ジャーマン系：5.8% | 年齢別人口構成 - 18歳未満: 22.2% - 18-24歳: 6.9% - 25-44歳: 28.3% - 45-64歳: 24.2% - 65歳以上: 18.5% - 年齢の中央値: 41歳 - 性比（女性100人あたり男性の人口） - 総人口: 94.9 - 18歳以上: 92.3 世帯と家族（対世帯数） - 18歳未満の子供がいる: 28.70% - 結婚・同居している夫婦: 54.8% - 未婚・離婚・死別女性が世帯主: 9.9% - 非家族世帯: 30.7% - 単身世帯: 26.0% - 65歳以上の老人1人暮らし: 13.5% - 平均構成人数 - 世帯: 2.44人 - 家族: 2.93人 |

## 都市と町

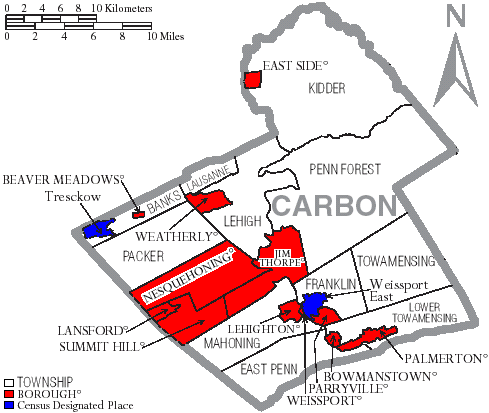
カーボン郡の自治体、ボロは赤、タウンシップは白、国勢調査指定地域は青

ペンシルベニア州法の下では4種類の自治体がある。市、ボロ、タウンシップ、町である。

### ボロ
| - ビーバーメドウズ - ボウマンズタウン - イーストサイド - ジムソープ - 郡庁所在地 - ランスフォード - リーハイトン | - ネスクホーニング - パーマートン - パリービル - サミットヒル - ウェザリー - ワイスポート |

### タウンシップ
| - バンクス - イーストペン - フランクリン - キダー - ローザンヌ - リーハイ | - ローワータワメンシング - マホニング - パッカー - ペンフォレスト - タワメンシング |

### 国勢調査指定地域
国勢調査指定地域はアメリカ合衆国国勢調査局が人口統計データを取るために設定した地域である。州法の下では実際の司法権が及ぶ範囲ではない。村などその他の未編入領域も下記に挙げる。

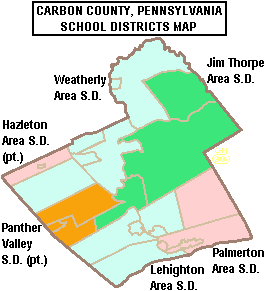
カーボン郡教育学区の区分図

| - オルブライツビル - ホリデイポコノ - インディアンマウンテンレイク | - タワメンシングトレイルズ - トレスコウ - ワイスポートイースト |

## 教育

### 高等教育機関（2年制）
- リーハイ・カーボン・コミュニティ・カレッジ – カーボン・キャンパス、ネスクホーニング

### 公共教育学区
- ヘイゼルトン地域教育学区（一部はルザーン郡とスクーカル郡内）
- ジムソープ地域教育学区
- リーハイトン地域教育学区
- パーマートン地域教育学区
- パンサーバレー教育学区（一部はスクーカル郡内）
- ウェザリー地域教育学区

- 州内には11のサイバー・チャータースクールがあり、幼稚園から12年生まで無料で利用できる

## 公園とレクリエーション
郡内には3つの州立公園がある。
- ベルツビル州立公園
- リーハイ峡谷州立公園、ルザーン郡のリーハイ川沿いに広がり、カーボン郡内に入っている
- ヒッコリーラン州立公園

その他にマウチチャンク湖は郡が運営する公園であり、水泳、キャンプ、ハイキングが行え、冬季にはクロスカントリースキーを楽しむことができる。